# Jake Mitchell
Pour les articles homonymes, voir Mitchell.
Jacob Ryan Mitchell est un nageur américain, né le 22 décembre 2001 à Carmel.

## Biographie
Champion du monde junior en relais 4 × 200 m nage libre en 2009 (record du monde junior), il quatrième du 400 m nage libre lors de ces même championnats, signant le record américain pour sa classe d'âge. 
Deuxième sur le 400 m nage libre aux sélections américaines en 2021, il obtient son ticket pour les Jeux olympiques de Tokyo, où Mitchell prend la huitième place de cette distance (finaliste).
Pour la saison 2022-2023, le nageur quitte l'Université du Michigan pour représenter désormais les Gators de la Floride. Il a éte atteint par la mononucléose, avant de revenir avec succès en 2023 avec une deuxième place aux Championnats nationaux sur le 400 m nage libre, à seulement 23 centièmes du vainqueur.
Lors des Mondiaux à Fukuoka, il remporte lors du relais 4 × 200 m mage libre la médaille d'argent (avec Carson Foster, Luke Hobson et Kieran Smith).

## Palmarès

### Championnats du monde en grand bassin
- Championnats du monde de natation 2023 à Fukuoka :
  -  Médaille d'argent du relais 4 × 200 m nage libre.

### Championnats du monde junior
- Championnats du monde juniors de natation 2019 à Budapest :
  -  Médaille d'or du relais 4 × 200 m nage libre.